# Barbara Henneberger
Barbara-Maria Henneberger (ur. 4 października 1940 w Oberstaufen, zm. 12 kwietnia 1964 w Val Selin) – niemiecka narciarka alpejska reprezentująca barwy RFN, brązowa medalistka olimpijska i dwukrotna medalistka mistrzostw świata.

## Kariera
Największe sukcesy Barbara Henneberger osiągnęła w 1960 roku, kiedy wywalczyła łącznie trzy medale na międzynarodowych imprezach. Podczas igrzysk olimpijskich w Squaw Valley zdobyła brązowy medal w slalomie, ulegając jedynie Kanadyjce Anne Heggtveit oraz Betsy Snite z USA. Po pierwszym przejeździe zajmowała czwarte miejsce, tracąc do prowadzącej Heggtveit 3,4 sekundy. W drugim przejeździe uzyskała szósty czas, co dało jej jednak trzeci łączny wynik i miejsce na najniższym stopniu podium. Igrzyska w Squaw Valley były równocześnie mistrzostwami świata, jednak kombinację rozegrano tylko w ramach drugiej z tych imprez. W konkurencji tej Henneberger również była trzecia, tym razem przegrywając z Heggtveit oraz swą rodaczką, Sonją Sperl. Na rozgrywanych dwa lata później mistrzostwach świata w Chamonix była między innymi czwarta w zjeździe i kombinacji oraz piąta w slalomie. Wzięła również udział w igrzyskach olimpijskich w Innsbrucku, gdzie jej najlepszym wynikiem była siódma pozycja w biegu zjazdowym. Ponadto w 1963 roku wygrała slalom, zjazd i kombinację w ramach zawodów SDS-Rennen w Grindelwald oraz giganta na zawodach Critérium de la première neige w Val d’Isère. Siedmiokrotnie zdobywała mistrzostwo kraju: w zjeździe i gigancie w latach 1962 i 1963, w slalomie w 1964 roku oraz kombinacji w latach 1960 i 1962.
Zginęła pod lawiną wraz z amerykańskim narciarzem alpejskim Buddym Wernerem w szwajcarskiej dolinie Val Selin niedaleko Sankt Moritz. Została pochowana na Cmentarzu Leśnym w Monachium.

## Osiągnięcia

### Igrzyska olimpijskie
| Miejsce | Dzień     | Rok  | Miejscowość  | Konkurencja | Czas biegu | Strata | Zwyciężczyni        |
| ------- | --------- | ---- | ------------ | ----------- | ---------- | ------ | ------------------- |
| 11.     | 20 lutego | 1960 | Squaw Valley | Zjazd       | 1:37,6     | +4,8   | Heidi Biebl         |
| 15.     | 23 lutego | 1960 | Squaw Valley | Gigant      | 1:39,9     | +2,7   | Yvonne Rüegg        |
| 3.      | 26 lutego | 1960 | Squaw Valley | Slalom      | 1:49,6     | +7,0   | Anne Heggtveit      |
| 10.     | 1 lutego  | 1964 | Innsbruck    | Slalom      | 1:29,86    | +7,69  | Christine Goitschel |
| 7.      | 3 lutego  | 1964 | Innsbruck    | Gigant      | 1:52,24    | +2,02  | Marielle Goitschel  |
| 5.      | 6 lutego  | 1964 | Innsbruck    | Zjazd       | 1:55,39    | +2,64  | Christl Haas        |

### Mistrzostwa świata
| Miejsce | Dzień     | Rok  | Miejscowość  | Konkurencja | Czas biegu | Strata     | Zwyciężczyni        |
| ------- | --------- | ---- | ------------ | ----------- | ---------- | ---------- | ------------------- |
| 11.     | 20 lutego | 1960 | Squaw Valley | Zjazd       | 1:37,6     | +4,8       | Heidi Biebl         |
| 15.     | 23 lutego | 1960 | Squaw Valley | Gigant      | 1:39,9     | +2,7       | Yvonne Rüegg        |
| 3.      | 26 lutego | 1960 | Squaw Valley | Slalom      | 1:49,6     | +7,0       | Anne Heggtveit      |
| 3.      | 26 lutego | 1960 | Squaw Valley | Kombinacja  | 6,96 pkt   | +3,84 pkt  | Anne Heggtveit      |
| 13.     | 11 lutego | 1962 | Chamonix     | Gigant      | 1:41,53    | +3,18      | Marianne Jahn       |
| 5.      | 14 lutego | 1962 | Chamonix     | Slalom      | 1:34,84    | +9,09      | Marianne Jahn       |
| 4.      | 17 lutego | 1962 | Chamonix     | Zjazd       | 2:09,08    | +4,78      | Christl Haas        |
| 4.      | 14 lutego | 1962 | Chamonix     | Kombinacja  | 41,13 pkt  | +48,23 pkt | Marielle Goitschel  |
| 10.     | 1 lutego  | 1964 | Innsbruck    | Slalom      | 1:29,86    | +7,69      | Christine Goitschel |
| 7.      | 3 lutego  | 1964 | Innsbruck    | Gigant      | 1:52,24    | +2,02      | Marielle Goitschel  |
| 5.      | 6 lutego  | 1964 | Innsbruck    | Zjazd       | 1:55,39    | +2,64      | Christl Haas        |
| 5.      | 6 lutego  | 1964 | Innsbruck    | Kombinacja  | 34,82 pkt  | +35,58 pkt | Marielle Goitschel  |